# Roberto Delorenzi
Roberto Delorenzi, né le 22 juillet 1997 à Sigirino, est un coureur de fond suisse spécialisé en skyrunning. Il est champion du monde de SkyMarathon 2022 et champion d'Europe de course en montagne 2024 sur l'épreuve de montée et descente. Il a également remporté la Skyrunner World Series 2024.

## Biographie

### Jeunesse et débuts en skyrunning
Roberto est initié dans sa jeunesse à la randonnée en montagne par ses parents. D'abord peu enclin à pratiquer une activité physique, il participe à une course de raquette à neige avec son père à l'âge de 13 ans. Cette expérience est véritable déclic pour s'engager en compétition. Passionné par la montagne, il s'essaie à la course en montagne mais s'oriente ensuite vers le skyrunning, attiré par l'aspect plus technique de la discipline,,. Ne suivant pas de plan d'entraînement, il varie ce dernier avec de l'athlétisme sur piste, du cyclisme sur route et du ski-alpinisme.
Le 14 juin 2015, il décroche son premier succès en skyrunning en remportant la Veia SkyRace ex-aequo avec l'Italien Dennis Brunod.
Il s'illustre à plusieurs reprises aux championnats du monde de skyrunning jeunesse. En 2017, il remporte le titre de champion du monde junior de SkyRace en établissant un nouveau record du parcours sur la SkyRace Arinsal en 1 h 39 min 52 s. En 2018, il devient champion du monde junior de kilomètre vertical à Fonte Cerreto. En 2019, il remporte le titre de champion du monde espoir de SkyRace également à Fonte Cerreto.

### 2019-2022: Médailles en skyrunning
Il prend part aux championnats d'Europe de skyrunning 2019 sur les épreuves de kilomètre vertical et de SkyRace à Bognanco. L'épreuve de SkyRace se déroulant dans le cadre de la Veia SkyRace, il tire avantage de sa connaissance du terrain et court dans le groupe de poursuivants derrière l'Espagnol Jan Margarit. Parvenant à doubler l'Autrichien Jakob Hermmann, il récupère la deuxième place dans la descente finale et tente de revenir sur Jan Margarit. Il se fait doubler par le Marocain Elhousine Elazzaoui mais ce dernier étant hors-championnat, Roberto décroche la médaille d'argent.
Le 9 juillet 2021, il s'élance sur l'épreuve de kilomètre vertical des championnats du monde de skyrunning à La Vall de Boí. Après une lutte à trois avec Ruy Ueda et Daniel Osanz, Roberto doit laisser filer le Japonais qui fonce vers la victoire. Semblant se diriger vers la deuxième marche du podium, il se fait passer devant par l'Espagnol et remporte finalement la médaille de bronze. Il prend également part au nouveau VK Open Championship où il termine quatrième du DoloMyths Run Vertical Kilometer et sixième du Vertical Terme di Bognanco. Lors de la finale au Vertical Grèste de la Mughéra, il termine à une décevante neuvième place mais, à sa propre surprise, cette place lui suffit pour remporter le titre avec six points d'avance devant le Français Benoît Gandolfi.
En mai 2022, il se rend en Tanzanie pour participer au World's Highest Marathon, un Ultra SkyMarathon sectionné en trois segments (kilomètre vertical, SkyMarathon de 42,2 km et Ultra SkyMarathon de 53,6 km) sur un parcours situé entièrement à plus de 4 000 mètres d'altitude sur le Kilimandjaro. Sans réelle concurrence, il s'impose aisément et signe le nouveau record des trois sous-épreuves, avec un temps de 1 h 17 min 20 s pour le kilomètre vertical, 7 h 35 min 46 s pour le SkyMarathon et 8 h 52 min 31 s pour l'Ultra SkyMarathon. Le 11 septembre, il prend le départ du SkyMarathon des championnats du monde de skyrunning couru dans le cadre de la Veia SkyRace. Il tire profit de l'expérience du terrain, ayant déjà remporté l'épreuve en 2015, pour prendre l'avantage dans la première montée. Maintenant son écart en tête, il est victime d'une chute dans la dernière descente mais repart tout aussitôt pour conserver la tête. Il franchit la ligne d'arrivée le premier en 2 h 51 min 13 s avec une minute d'avance sur le Français Frédéric Tranchand. Il remporte ainsi son premier titre majeur en catégorie senior. De plus, il décroche également la médaille d'or au classement du combiné grâce à sa huitième place sur le kilomètre vertical.

### 2024: Champion d'Europe de course en montagne et Skyrunner World Series
Il entame sa saison 2024 en prenant part à la Skyrunner World Series. Le 2 mars, il mène l'Acantilados del Norte Skyrace du début à la fin pour remporter la victoire. Le 6 avril, il domine la Calamorro Skyrace et s'impose en 2 h 25 min 40 s, signant un nouveau record du parcours. Le 18 mai, il survole les débats lors de la SkyRace Gorges du Tarn et établit un nouveau record en 2 h 19 min 26 s, avec près de sept minutes d'avance sur les pronostics.
Le 31 mai, il s'élance sur l'épreuve de montée aux championnats d'Europe de course en montagne et trail à Annecy. Il prend un bon départ et tente de suivre le Britannique Joe Steward. Il se fait d'abord dépasser par Jacob Adkin puis se fait surprendre par la remontée de Lukas Ehrle et termine au pied du podium. Il remporte cependant la médaille d'argent par équipes. Deux jours plus tard, il décide de prendre sa revanche et mène l'épreuve de montée et descente. Il voit Lukas Ehrle le menacer en tête, mais il ne se laisse pas impressionner et fait parler ses talents de descendeur pour conserver l'avantage. Il s'impose avec seulement trois secondes d'avance sur son rival pour décrocher le titre.
Il participe ensuite à la Golden Trail World Series et termine notamment troisième du marathon du Mont-Blanc.
Il concentre sa fin de saison sur la Skyrunner World Series. Le 9 novembre, il prend part à la Sagalassos SkyRace en Turquie. Après de nombreux déboires en raison d'une organisation lacunaire, il décide de courir avec Frédéric Tranchand pour mieux naviguer sur le parcours mal balisé et franchit la ligne d'arrivée main dans la main,. La semaine suivante, il prend part à la finale SkyMasters courue dans le cadre du Marató dels Dements. Laissant filer Ruy Ueda en première partie de course, il s'empare des commandes à mi-parcours et s'envole vers la victoire, remportant ainsi le classement général de la Skyrunner World Series.

## Palmarès
| no  | masculin           | Course                                                           | Longueur | Départ            | Temps           |
| --- | ------------------ | ---------------------------------------------------------------- | -------- | ----------------- | --------------- |
| 3e  | Médaille de bronze | Trail Ticino 50K                                                 | 56 km    | 3 août 2013       | 8 h 43 min 0 s  |
| 2e  | Médaille d'argent  | Scenic Trail 54K                                                 | 48 km    | 14 juin 2014      | 5 h 50 min 30 s |
| 2e  | Médaille d'argent  | Scenic Trail 54K                                                 | 58 km    | 13 juin 2015      | 6 h 14 min 53 s |
| 2e  | Médaille d'argent  | SkyRace Lodrino-Lavertezzo                                       | 21 km    | 14 juin 2015      | 2 h 48 min 21 s |
| 1re | Médaille d'or      | La Veia SkyRace                                                  | 31 km    | 23 août 2015      | 3 h 18 min 43 s |
| 3e  | Médaille de bronze | Claro-Pizzo                                                      | 9,2 km   | 2 octobre 2016    | 1 h 47 min 0 s  |
| 1re | Médaille d'or      | SkyRace Lodrino-Lavertezzo                                       | 21 km    | 9 juillet 2017    | 2 h 44 min 40 s |
| 1re | Médaille d'or      | Claro-Pizzo                                                      | 9,2 km   | 1er octobre 2017  | 1 h 36 min 52 s |
| 2e  | Médaille d'argent  | Ultra Trail Lago d'Orta 58km                                     | 61 km    | 21 octobre 2017   | 5 h 59 min 52 s |
| 3e  | Médaille de bronze | Claro-Pizzo                                                      | 9,2 km   | 7 octobre 2018    | 1 h 42 min 41 s |
| 2e  | Médaille d'argent  | Ultra Trail Lago d'Orta 60km                                     | 60 km    | 20 octobre 2018   | 6 h 7 min 12 s  |
| 2e  | Médaille d'argent  | SkyRace Lodrino-Lavertezzo                                       | 21 km    | 9 juin 2019       | 2 h 39 min 8 s  |
| 2e  | Médaille d'argent  | BEI K3                                                           | 9,7 km   | 27 juillet 2019   | 2 h 4 min 37 s  |
| 7e  | 7e                 | Championnats d'Europe de skyrunning - Kilomètre vertical         | 3,4 km   | 5 septembre 2019  | 39 min 48 s     |
| 3e  | Médaille d'argent  | Championnats d'Europe de skyrunning - SkyRace                    | 31 km    | 7 septembre 2019  | 2 h 57 min 25 s |
| 3e  | Médaille de bronze | Claro-Pizzo                                                      | 9,2 km   | 6 octobre 2019    | 1 h 42 min 30 s |
| 2e  | Médaille d'argent  | Claro-Pizzo                                                      | 7,4 km   | 4 octobre 2020    | 1 h 17 min 7 s  |
| 3e  | Médaille de bronze | Championnats du monde de skyrunning - Kilomètre vertical         | 2,8 km   | 9 juillet 2021    | 35 min 55 s     |
| 3e  | Médaille de bronze | Claro-Pizzo                                                      | 9,2 km   | 3 octobre 2021    | 1 h 39 min 53 s |
| 3e  | Médaille de bronze | Limone Extreme                                                   | 22,2 km  | 30 octobre 2021   | 2 h 29 min 57 s |
| 7e  | 7e                 | Championnats d'Europe de skyrunning - SkyRace                    | 35 km    | 20 novembre 2021  | 4 h 15 min 23 s |
| 8e  | 8e                 | Championnats du monde de skyrunning - Kilomètre vertical         | 3,75 km  | 9 septembre 2022  | 39 min 29 s     |
| 1re | Médaille d'or      | Championnats du monde de skyrunning - SkyMarathon                | 31 km    | 11 septembre 2022 | 2 h 51 min 13 s |
| 2e  | Médaille d'argent  | Claro-Pizzo                                                      | 7,4 km   | 2 octobre 2022    | 1 h 18 min 2 s  |
| 1re | Médaille d'or      | Limone Extreme                                                   | 22,7 km  | 15 octobre 2022   | 2 h 25 min 43 s |
| 2e  | Médaille d'argent  | Transgrancanaria Maratón                                         | 45 km    | 24 février 2023   | 3 h 33 min 20 s |
| 2e  | Médaille d'argent  | Skyrace des Matheysins                                           | 25,3 km  | 14 mai 2023       | 2 h 29 min 20 s |
| 2e  | Médaille d'argent  | Lavaredo 20K                                                     | 20 km    | 22 juin 2023      | 1 h 33 min 26 s |
| 2e  | Médaille d'argent  | DoloMyths Run                                                    | 22 km    | 15 juillet 2023   | 2 h 5 min 33 s  |
| 1re | Médaille d'or      | Championnats suisses de course en montagne                       | 12,3 km  | 1er août 2023     | 52 min 0 s      |
| 5e  | 5e                 | Sierre-Zinal                                                     | 31 km    | 12 août 2023      | 2 h 35 min 17 s |
| 1re | Médaille d'or      | SkyRace Valmalenco-Valposchiavo                                  | 31 km    | 20 août 2023      | 2 h 38 min 30 s |
| 1re | Médaille d'or      | ETC                                                              | 15 km    | 29 août 2023      | 1 h 19 min 34 s |
| 3e  | Médaille de bronze | Mammoth 26K                                                      | 26 km    | 22 septembre 2023 | 1 h 59 min 54 s |
| 2e  | Médaille d'argent  | Marató Pirineu                                                   | 42 km    | 30 septembre 2023 | 3 h 32 min 1 s  |
| 1re | Médaille d'or      | Limone Extreme                                                   | 22,2 km  | 28 octobre 2023   | 2 h 23 min 18 s |
| 1re | Médaille d'or      | Acantilados del Norte Skyrace                                    | 29 km    | 2 mars 2024       | 2 h 31 min 41 s |
| 1re | Médaille d'or      | Calamorro Skyrace                                                | 27,5 km  | 6 avril 2024      | 2 h 25 min 40 s |
| 1re | Médaille d'or      | SkyRace Gorges du Tarn                                           | 24 km    | 18 mai 2024       | 2 h 19 min 26 s |
| 4e  | 4e                 | Championnats d'Europe de course en montagne - Montée             | 7,6 km   | 31 mai 2024       | 44 min 41 s     |
| 1re | Médaille d'or      | Championnats d'Europe de course en montagne - Montée et descente | 16,0 km  | 2 juin 2024       | 1 h 11 min 28 s |
| 1re | Médaille d'or      | AMA VK2                                                          | 9 km     | 15 juin 2024      | 1 h 43 min 17 s |
| 3e  | Médaille de bronze | Monte Rosa SkyMarathon                                           | 35 km    | 16 juin 2024      | 5 h 38 min 6 s  |
| 3e  | Médaille de bronze | Marathon du Mont-Blanc                                           | 42 km    | 30 juin 2024      | 3 h 33 min 7 s  |
| 5e  | 5e                 | Sierre-Zinal                                                     | 31 km    | 10 août 2024      | 2 h 32 min 26 s |
| 1re | Médaille d'or      | Sagalassos SkyRace                                               | 27,4 km  | 9 novembre 2024   | 2 h 36 min 4 s  |
| 1re | Médaille d'or      | SkyMasters                                                       | 42,5 km  | 16 novembre 2024  | 4 h 45 min 48 s |
| 2e  | Médaille d'argent  | Acantilados del Norte Skyrace                                    | 29 km    | 22 mars 2025      | 2 h 30 min 17 s |
| 2e  | Médaille d'argent  | Calamorro Skyrace                                                | 27,5 km  | 5 avril 2025      | 2 h 26 min 1 s  |
| 2e  | Médaille d'argent  | Skyrace des Matheysins                                           | 25 km    | 20 avril 2025     | 2 h 27 min 20 s |
| 1re | Médaille d'or      | Monte Rosa SkyMarathon                                           | 35 km    | 14 juin 2025      | 4 h 38 min 9 s  |
| 1re | Médaille d'or      | Eiger Ultra Trail E51                                            | 41 km    | 19 juillet 2025   | 3 h 36 min 36 s |

## Records
| Épreuve       | Épreuve       | Performance    | Date             | Lieu       |
| ------------- | ------------- | -------------- | ---------------- | ---------- |
| 800 mètres    | Plein air     | 2 min 0 s 43   | 1er juillet 2020 | Bellinzone |
| 1 500 mètres  | Plein air     | 3 min 59 s 35  | 16 juin 2021     | Tesserete  |
| 2 000 mètres  | Plein air     | 5 min 41 s 03  | 17 août 2019     | Lugano     |
| 3 000 mètres  | Plein air     | 8 min 36 s 16  | 13 mai 2021      | Langenthal |
| 3 000 mètres  | En salle      | 8 min 42 s 66  | 27 février 2022  | Macolin    |
| 5 000 mètres  | Plein air     | 14 min 43 s 87 | 25 juin 2021     | Langenthal |
| 10 000 mètres | 10 000 mètres | 30 min 57 s 89 | 4 juin 2021      | Uster      |
| 10 kilomètres | 10 kilomètres | 29 min 51 s    | 14 janvier 2024  | Valence    |
| Semi-marathon | Semi-marathon | 1 h 4 min 8 s  | 11 février 2024  | Barcelone  |